# Gerhard Kretschmar
Gerhard Herbert Kretschmar (20 de febrero de 1939 - 25 de julio de 1939) fue un niño alemán nacido con discapacidades graves. Después de recibir una petición de los padres del niño, el Führer alemán Adolf Hitler, autorizó a uno de sus médicos personales, Karl Brandt, a sacrificar al niño. Esto marcó el comienzo del programa en la Alemania nazi conocido como "programa de eutanasia" o Aktion T4 que finalmente resultó en el asesinato deliberado de unas 200 000 personas con discapacidades mentales y/o físicas.

## Identidad
Hasta hace poco no se había revelado la identidad de este niño, aunque era conocida por los historiadores médicos alemanes. Un historiador alemán, Udo Benzenhöfer, argumentó que el nombre del niño no podía ser revelado debido a las leyes de privacidad de Alemania relacionadas con los registros médicos. En 2007, sin embargo, el historiador Ulf Schmidt, en su biografía de Karl Brandt, publicó el nombre del niño, los nombres de sus padres, el lugar de su nacimiento y las fechas de su nacimiento y muerte. Schmidt escribió: "Aunque este enfoque [de Benzenhöfer y otros] es comprensible y sensible a los sentimientos de los padres y familiares del niño, de alguna manera pasa por alto al niño en sí y su sufrimiento individual. Al llamar al niño 'Niño K', no solo medicalizaríamos la historia del niño, sino que también colocaríamos el reclamo justificable de los padres por el anonimato por encima de la personalidad y el sufrimiento de la primera víctima de la 'eutanasia'"  Schmidt no reveló si los padres del niño aún vivían.

## Vida
Gerhard Kretschmar nació en Pomßen, un pueblo al sureste de Leipzig. Sus padres fueron Richard Kretschmar, un trabajador agrícola, y su esposa Lina Kretschmar. Schmidt los describe como "nazis ardientes". Gerhard nació ciego, sin piernas o con una pierna, y con un brazo. Los registros médicos originales se perdieron. También sufrió convulsiones. Brandt testificó más tarde que el niño también era "un idiota", aunque no se indica cómo se determinó.
Richard Kretschmar llevó al recién nacido Gerhard al Dr. Werner Catel, un pediatra de la Clínica Infantil Universitaria de Leipzig, y le pidió que "pusieran a dormir" a su hijo. Catel le dijo que esto sería ilegal. Kretschmar luego escribió directamente a Hitler, pidiéndole que investigara el caso y anulara la ley que impedía que mataran a "Este Monstruo" (como describió a su hijo). Como era habitual en este tipo de peticiones, se remitió a la secretaría privada de Hitler (Kanzlei des Führers), encabezada por Philipp Bouhler. Allí fue visto por Hans Hefelman, jefe del Departamento IIb, que se ocupó de las peticiones. Hefelman y Bouhler mostraron la petición a Hitler, conscientes de su apoyo expresado con frecuencia al "asesinato por piedad" de personas con discapacidades graves.
Hitler llamó a Karl Brandt, uno de sus médicos personales, y lo envió a Leipzig para investigar el caso Kretschmar. Hitler le dijo a Brandt que si la condición de Gerhard Kretschmar era realmente como la descrita en la petición de Richard Kretschmar, entonces él, Hitler, autorizaba a Brandt para que matara a Gerhard, en consulta con los médicos locales, y si se tomaba alguna acción legal, sería descartada en la Corte. En Leipzig, Brandt examinó al niño y consultó con Catel y otro médico, el Dr. Helmut Kohl. También fue a Pomssen y se entrevistó con los Kretschmar. Cuando Brandt informó a los médicos de Leipzig de las instrucciones de Hitler, estuvieron de acuerdo en que se debía matar a Gerhard Kretschmar, aunque sabían que esto era ilegal.

## Muerte
El registro de la iglesia de Pomssen dice que Gerhard Kretschmar murió en Pomssen de "debilidad del corazón" el 25 de julio. Fue enterrado en el cementerio luterano de Leipzig tres días después. Aunque no existen registros médicos, y aunque el testimonio de Brandt y Catel después de la guerra fue contradictorio y evasivo, Schmidt cree que a Gerhard se le practicó la eutanasia en la clínica de Leipzig con una inyección de un barbitúrico común como fenobarbital, y que el registro de la iglesia fue falsificado para ocultar este hecho.

## Impacto

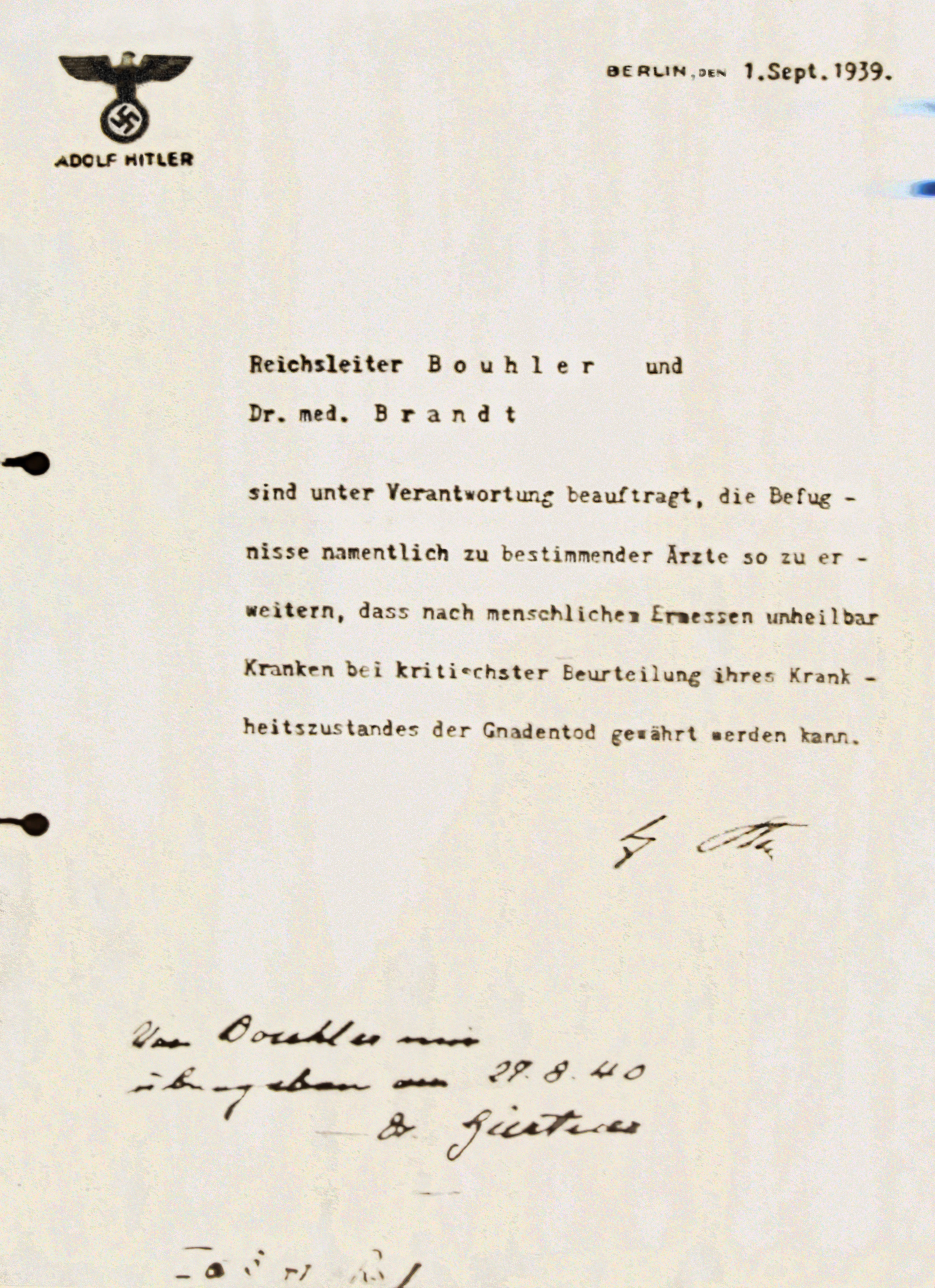
Autorización escrita de Hitler del programa T4.

Los historiadores han llamado a este caso un "globo de prueba", un caso seleccionado deliberadamente para probar y desencadenar la implementación del programa de eutanasia que se había estado preparando durante meses. En realidad, el asesinato de Gerhard Kretschmar fue seguido inmediatamente por nuevas acciones en esa dirección, como sucedió poco antes del estallido de la Segunda Guerra Mundial. En octubre, Hitler proporcionó una autorización por escrito, con fecha anterior al 1 de septiembre, a Brandt y Bouhler para comenzar el registro sistemático de niños con discapacidades graves y para reunir un panel de médicos que decidiría si estos niños debían ser asesinados. El registro comenzó el 18 de agosto, solo tres semanas después de la muerte de Gerhard Kretschmar.[cita requerida]